# Guangzhou Open
Guangzhou Open, oficiálně  Guangzhou Open presented by AVATR, je profesionální tenisový turnaj žen hraný v jihočínském Kantonu, metropoli  provincie Kuang-tung. Založen byl v roce 2004 jako součást okruhu WTA Tour, na kterém od roku 2023 patří do kategorie WTA 250 namísto předchozí International.
Původním dějištěm bylo do roku 2014 Kantonské sportovní centrum v Tchien-che s povrchem DecoTurf. Následně se mezi lety 2015–2019 hrálo v Olympijském centru a v sezóně 2023 se areálem stalo  Mezinárodní tenisové centrum v Nan-še s dvanácti tvrdými a šesti antukovými dvorci.
Turnaj probíhá během září či října v podzimní asijské sezóně. V letech 2020–2022 byl zrušen kvůli pandemii covidu-19. Ženská tenisová asociace navíc od prosince 2021 do dubna 2023 bojkotovala čínské turnaje v důsledku kauzy zmizení čínské tenistky Pcheng Šuaj. Po návratu okruhu na čínské území se Guangzhou Open 2023 stal prvním čínským turnajem od lednového Shenzhen Open 2020. Dvouhry se účastní třicet dva singlistek a do čtyřhry nastupuje šestnáct párů. Výhra Li Na v úvodním ročníku 2004 znamenala historicky první singlový titul Číňanky na okruhu WTA. Na turnaji přitom musela projít kvalifikací. První dvojnásobnou šampionkou se stala její krajanka Čang Šuaj, která ovládla ročníky 2013 a 2017.

## Vývoj názvu tunaje
- 2004–2005:	„JinJianNan“ Guangzhou International Women's Open
- 2006–2007: Guangzhou International Women's Open
- 2008: TOE Life Ceramics Guangzhou International Women's Open
- 2009: GDD Guangzhou International Women's Open
- 2010: Landsky Lighting Guangzhou International Women's Open
- 2011: WANLIMA Guangzhou International Women's Open
- 2012–2015: GRC Bank Guangzhou International Women’s Open
- 2016–2019: Guangzhou International Women's Open
- 2023: Galaxy Holding Group Guangzhou Open
- od 2024:  Guangzhou Open presented by AVATR

## Přehled finále

### Dvouhra
| Rok  | vítězka                         | finalistka                      | výsledek                        |
| ---- | ------------------------------- | ------------------------------- | ------------------------------- |
| 2004 | Li Na                           | Martina Suchá                   | 6–3, 6–4                        |
| 2005 | Jen C’                          | Nuria Llagostera Vivesová       | 6–4, 4–0skreč                   |
| 2006 | Anna Čakvetadzeová              | Anabel Medina Garriguesová      | 6–1, 6–4                        |
| 2007 | Virginie Razzanová              | Cipora Obzilerová               | 6–0, 6–3                        |
| 2008 | Věra Zvonarevová                | Pcheng Šuaj                     | 6–7(4–7), 6–0, 6–2              |
| 2009 | Šachar Pe'erová                 | Alberta Briantiová              | 6–3, 6–4                        |
| 2010 | Jarmila Grothová                | Alla Kudrjavcevová              | 6–1, 6–4                        |
| 2011 | Chanelle Scheepersová           | Magdaléna Rybáriková            | 6–2, 6–2                        |
| 2012 | Sie Šu-wej                      | Laura Robsonová                 | 6–3, 5–7, 6–4                   |
| 2013 | Čang Šuaj                       | Vania Kingová                   | 7–6(7–1), 6–1                   |
| 2014 | Monica Niculescuová             | Alizé Cornetová                 | 6–4, 6–0                        |
| 2015 | Jelena Jankovićová              | Denisa Allertová                | 6–2, 6–0                        |
| 2016 | Lesja Curenková                 | Jelena Jankovićová              | 6–4, 3–6, 6–4                   |
| 2017 | Čang Šuaj (2)                   | Aleksandra Krunićová            | 6–2, 3–6, 6–2                   |
| 2018 | Wang Čchiang                    | Julia Putincevová               | 6–1, 6–2                        |
| 2019 | Sofia Keninová                  | Samantha Stosurová              | 6–7(4–7), 6–4, 6–2              |
| 2020 | zrušeno pro pandemii koronaviru | zrušeno pro pandemii koronaviru | zrušeno pro pandemii koronaviru |
| 2022 | zrušeno pro pandemii koronaviru | zrušeno pro pandemii koronaviru | zrušeno pro pandemii koronaviru |
| 2023 | Wang Si-jü                      | Magda Linetteová                | 6–0, 6–2                        |
| 2024 | Olga Danilovićová               | Caroline Dolehideová            | 6–3, 6–1                        |

### Čtyřhra
| Rok  | vítězky                                        | finalistky                             | výsledek                        |
| ---- | ---------------------------------------------- | -------------------------------------- | ------------------------------- |
| 2004 | Li Tching Sun Tchien-tchien                    | Jang Šu-ťing Ju Jing                   | 6–4, 6–1                        |
| 2005 | Maria Elena Camerinová Emmanuelle Gagliardiová | Neha Uberoiová Šicha Uberoiová         | 7–6(7–5), 6–3                   |
| 2006 | Li Tching (2) Sun Tchien-tchien (2)            | Vania Kingová Jelena Kostanićová       | 6–4, 2–6, 7–5                   |
| 2007 | Pcheng Šuaj Jen C’                             | Vania Kingová Sun Tchien-tchien        | 6–3, 6–4                        |
| 2008 | Maria Korytcevová Taťána Pučeková              | Sun Tchien-tchien Jen C’               | 6–3, 4–6, [10–8]                |
| 2009 | Olga Govorcovová Taťána Pučeková (2)           | Kimiko Date-Krummová Sun Tchien-tchien | 3–6, 6–2, [10–8]                |
| 2010 | Edina Gallovitsová Sania Mirzaová              | Chan Sin-jün Liou Wan-tching           | 7–5, 6–3                        |
| 2011 | Sie Šu-wej Čeng Saj-saj                        | Čan Ťin-wej Chan Sin-jün               | 6–2, 6–1                        |
| 2012 | Tamarine Tanasugarnová Čang Šuaj               | Jarmila Gajdošová Monica Niculescuová  | 2–6, 6–2, [10–8]                |
| 2013 | Sie Šu-wej (2) Pcheng Šuaj (2)                 | Vania Kingová Galina Voskobojevová     | 6–3, 4–6, [12–10]               |
| 2014 | Čuang Ťia-žung Liang Čchen                     | Alizé Cornetová Magda Linetteová       | 2–6, 7–6(7–3), [10–7]           |
| 2015 | Martina Hingisová Sania Mirzaová (2)           | Sü Š'-lin Jou Siao-ti                  | 6–3, 6–1                        |
| 2016 | Asia Muhammadová Pcheng Šuaj (3)               | Olga Govorcovová Věra Lapková          | 6–2, 7–6(7–3)                   |
| 2017 | Elise Mertensová Demi Schuursová               | Monique Adamczaková Storm Sandersová   | 6–2, 6–3                        |
| 2018 | Monique Adamczaková Jessica Mooreová           | Danka Kovinićová Věra Lapková          | 4–6, 7–5, [10–4]                |
| 2019 | Pcheng Šuaj (4) Laura Siegemundová             | Alexa Guarachiová Giuliana Olmosová    | 6–2, 6–1                        |
| 2020 | zrušeno pro pandemii koronaviru                | zrušeno pro pandemii koronaviru        | zrušeno pro pandemii koronaviru |
| 2022 | zrušeno pro pandemii koronaviru                | zrušeno pro pandemii koronaviru        | zrušeno pro pandemii koronaviru |
| 2023 | Kuo Chan-jü Ťiang Sin-jü                       | Eri Hozumiová Makoto Ninomijová        | 6–3, 7–6(7–4)                   |
| 2024 | Kateřina Siniaková Čang Šuaj                   | Katarzyna Piterová Fanny Stollárová    | 6–4, 6–1                        |